# Plaža Sahara
Plaža Sahara je peščena nudistična plaža, ki se nahaja severno od Loparja na hrvaškem otoku Rab na severnem delu hrvaške obale. Zaradi težkega dostopa do plaže je obiskovalcev večinoma malo tudi julija in avgusta. Do plaže se pride s približno 40 minut hoje iz mesta Lopar. Običajno je v zalivu zasidranih precej čolnov.
Poleg plaže Sahara so v bližini še druge manjše plaže, nekatere tudi peščene.
Najbližje mesto Lopar je znano po družinam lepih peščenih plažah.